# 吳邦彥
吳邦彥，浙江湖州人，清朝政治人物。
道光二十九年，署任廣東廣州府永安縣知縣（現紫金縣知縣）。后由徐良梅接任。